# Coscinia cribrumella
Coscinia cribrumella là một loài bướm đêm thuộc phân họ Arctiinae, họ Erebidae.